# 살바토레 토티노
살바토레 토티노(이탈리아어: Salvatore Totino, 1956년 ~ )는 미국의 촬영 감독이다.
뉴욕 브루클린 출신은 토티노는 잭 대니얼스, 나이키, 클리오 등의 광고 영상, 라디오헤드, 브루스 스프링스틴, 사운드 가든, U2 등의 음악가들의 뮤직 비디오 영상을 제작하며 명성을 쌓았다. 1998년 올리버 스톤 감독의 영화 《애니 기븐 선데이》에서 첫 영화 촬영을 하였으며, 이후로 주로 론 하워드 감독의 작품에 참여하고 있다.

## 영화 촬영 작품 목록
| 연도 | 제목                   | 감독                  | 비고 |
| ---- | ---------------------- | --------------------- | ---- |
| 1998 | 《애니 기븐 선데이》   | 올리버 스톤           |      |
| 2002 | 《체인징 레인스》      | 로저 미첼             |      |
| 2003 | 《실종》               | 론 하워드             |      |
| 2005 | 《신데렐라 맨》        | 론 하워드             |      |
| 2006 | 《다빈치 코드》        | 론 하워드             |      |
| 2008 | 《프로스트 vs 닉슨》   | 론 하워드             |      |
| 2009 | 《천사와 악마》        | 론 하워드             |      |
| 2011 | 《딜레마》             | 론 하워드             |      |
| 2015 | 《에베레스트》         | 발타사르 코르마우퀴르 |      |
| 2015 | 《뇌진탕》             | 피터 랜디스먼         |      |
| 2016 | 《인페르노》           | 론 하워드             |      |
| 2017 | 《스파이더맨: 홈커밍》 | 존 와츠               |      |